# Ciclismo nos Jogos da Ásia Oriental de 2009
As competições de ciclismo nos Jogos da Ásia Oriental de 2009 aconteceram entre 5 e 12 de dezembro. Dez eventos foram disputados.

## Calendário
| Dezembro | 2 | 3 | 4 | 5 | 6 | 7 | 8 | 9 | 10 | 11 | 12 | 13 | Finais |
| -------- | - | - | - | - | - | - | - | - | -- | -- | -- | -- | ------ |
| Ciclismo |   |   |   | 2 | 2 | 3 |   |   | 2  |    | 1  |    | 10     |

## Quadro de medalhas
| Ordem | País          | Medalha de ouro | Medalha de prata | Medalha de bronze |    |
| ----- | ------------- | --------------- | ---------------- | ----------------- | -- |
| 1     | Hong Kong     | 4               | 6                | 5                 | 15 |
| 2     | Macau         | 3               |                  | 2                 | 5  |
| 3     | Japão         | 2               | 2                |                   | 4  |
| 4     | China         | 1               | 1                | 3                 | 5  |
| 5     | Taipé Chinesa |                 | 1                |                   | 1  |
| TOTAL | TOTAL         | 10              | 10               | 10                | 30 |

## Medalhistas

### BMX
| Evento               | Ouro                                | Prata               | Bronze           |
| Masculino (detalhes) | HKG Wong Steven Patrick Marie Josee | JPN Masahiro Sampei | CHN Zhao Zhiyang |
| Feminino (detalhes)  | HKG Ma Liyun                        | JPN Ayaka Miwa      | CHN Jiang Nannan |

### Recinto coberto
| Evento                                               | Ouro                                | Prata                                 | Bronze                                      |
| Ciclismo artístico - individual masculino (detalhes) | MAC Wong Hang Cheong                | HKG Yu Sum Yee                        | HKG Ip Hin Bon                              |
| Ciclismo artístico - individual feminino (detalhes)  | MAC Kuan Sok Mui                    | HKG Tsang Yu Sum                      | HKG Lo Wai Man                              |
| Ciclismo artístico - duplas masculinas (detalhes)    | Yu Sum Yee Lo Tin Hin HKG Hong Kong | Ip Hin Bon Yu Po Man HKG Hong Kong    | Lou Antonio Jose Wong Hang Cheong MAC Macau |
| Ciclismo artístico - duplas femininas (detalhes)     | Kuan Sok In Kuan Sok Mui MAC Macau  | Mui Ho Yee Wong Man Yin HKG Hong Kong | Wong Man Huen Cheng Yuet Yee HKG Hong Kong  |
| Cycle ball (detalhes)                                | JPN Japão                           | HKG Hong Kong                         | MAC Macau                                   |

### Estrada
| Evento                                | Ouro              | Prata              | Bronze            |
| Individual masculino (detalhes)       | HKG Tang Wang Yip | HKG Yeung Ying Hon | HKG Kwok Ho Ting  |
| Individual feminino (detalhes)        | CHN Liu Xiaohui   | TPE Huang Ho-Hsun  | CHN Sheng Yongyan |
| Contra relógio por equipes (detalhes) | JPN Japão         | CHN China          | HKG Hong Kong     |